# 장성중학교 (전남)
장성중학교(長城中學校)는 대한민국 전라남도 장성군 장성읍 영천리에 있는 공립 중학교이다.

## 학교 연혁
- 1946년 11월 15일 : 장성중학교 설립인가, 개교
- 1952년 3월 11일 : 장성농업고등학교 병설
- 1970년 2월 28일 : 장성여자중학교 분리
- 1977년 3월 1일 : 장성농업고등학교 분리
- 2023년 9월 1일 : 제36대 김진모 교장 부임
- 2025년 1월 9일 : 제78회 57명 졸업(총 17,715명)
- 2025년 3월 4일 : 신입생 71명 입학

## 참고 자료
- 장성중학교 - 한국교육학술정보원 학교알리미